# Castelnau-Magnoac
Pour les articles homonymes, voir Castelnau.

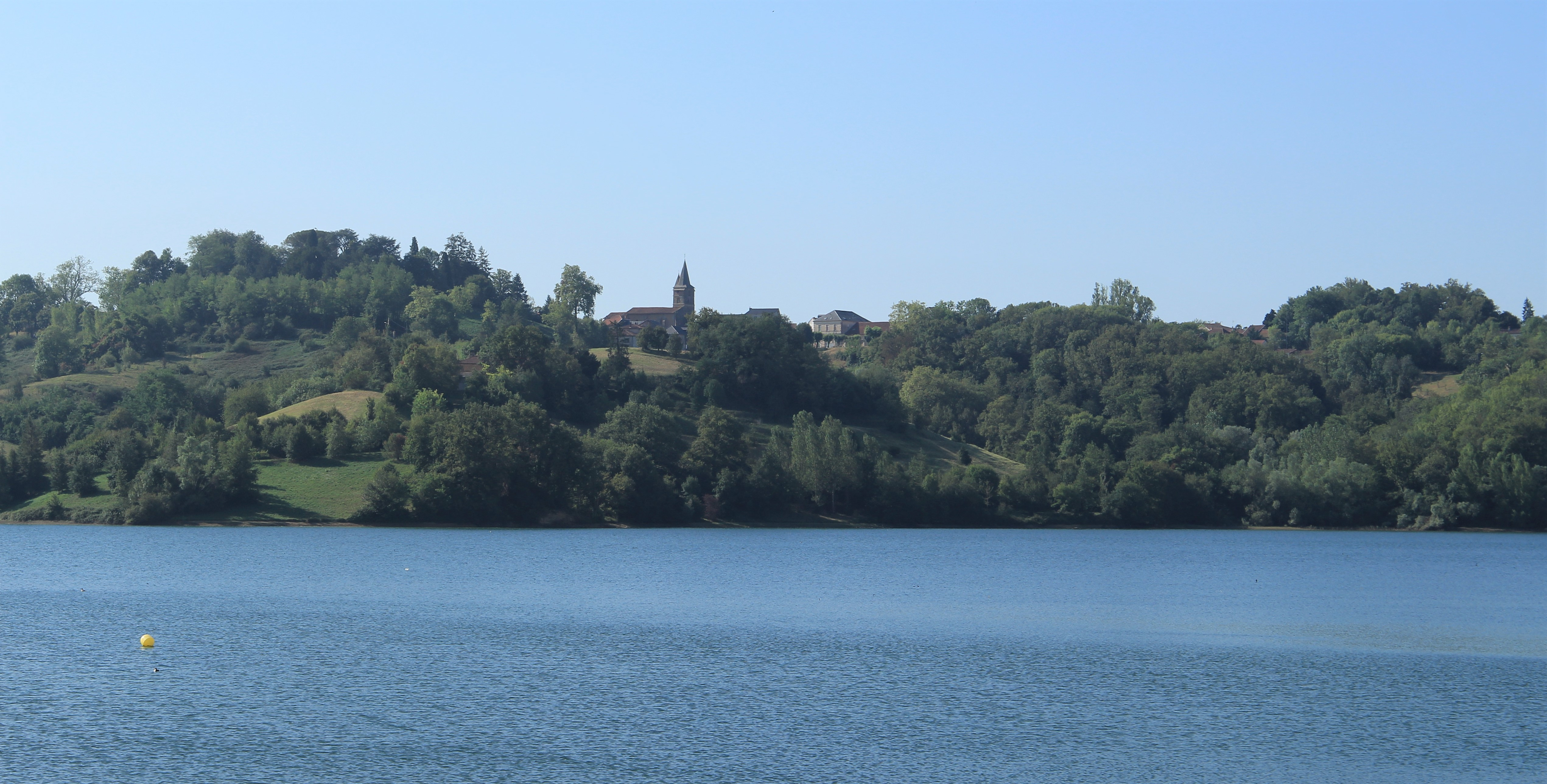
Vue depuis le réservoir du Magnoac.

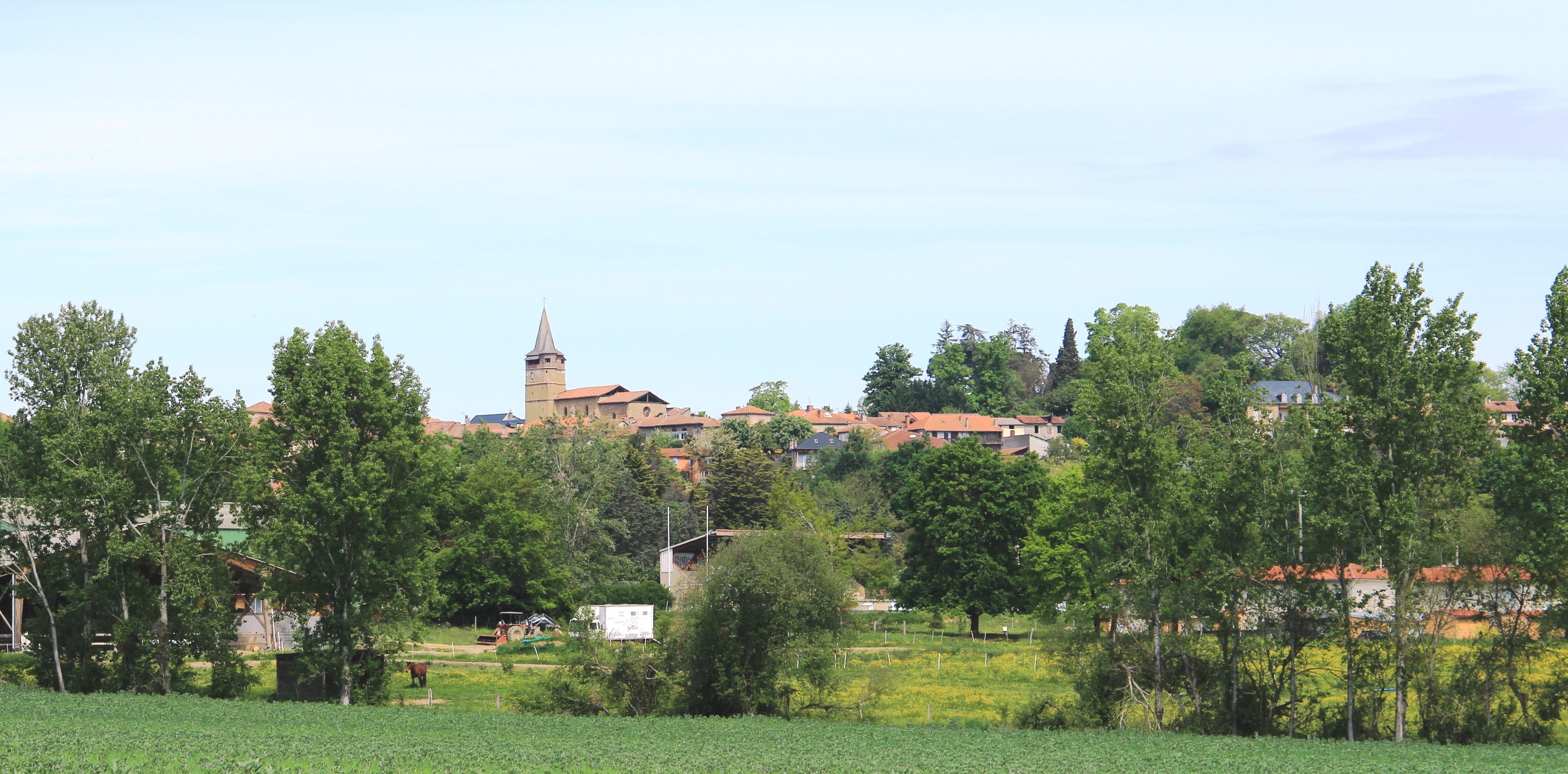
Vue depuis la RD929.

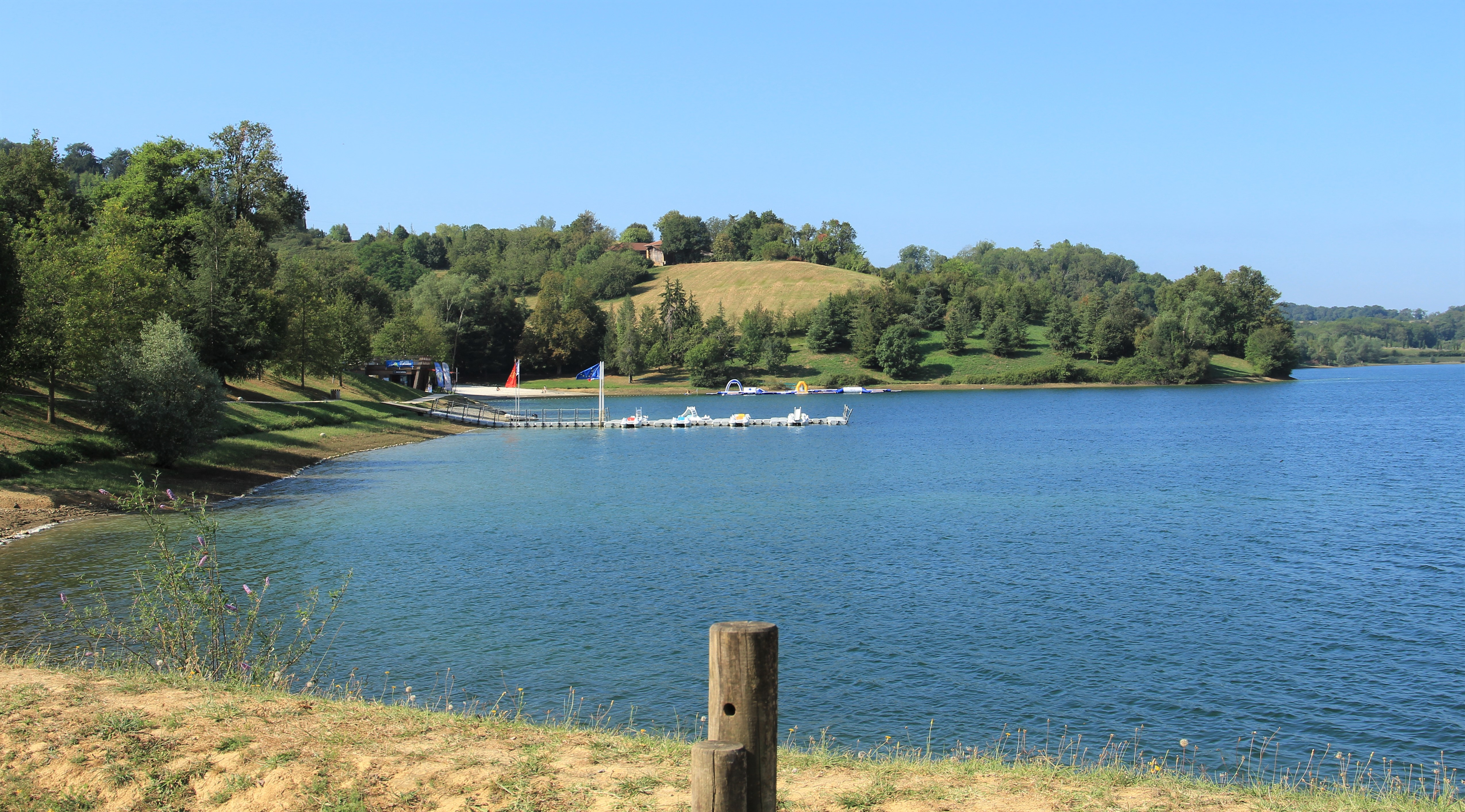
Vue de la base nautique du réservoir du Magnoac.

Castelnau-Magnoac est une commune française située dans le nord-est du département des Hautes-Pyrénées, en région Occitanie. Sur le plan historique et culturel, la commune est dans la région gasconne de Magnoac, située sur le plateau de Lannemezan, qui reprend une partie de l’ancien Nébouzan, qui possédait plusieurs enclaves au cœur de la province de Comminges et a évolué dans ses frontières jusqu’à plus ou moins disparaître.
Exposée à un climat océanique altéré, elle est drainée par, la Gèze et par deux autres cours d'eau. La commune possède un patrimoine naturel remarquable composé d'une zone naturelle d'intérêt écologique, faunistique et floristique.
Castelnau-Magnoac est une commune rurale qui compte 765 habitants en 2022, après avoir connu un pic de population de 1 751 habitants en 1851. Ses habitants sont appelés les Magnoacais ou  Magnoacaises.

## Géographie

### Localisation
La commune de Castelnau-Magnoac se trouve dans le département des Hautes-Pyrénées, en région Occitanie.
Elle se situe à 36 km à vol d'oiseau de Tarbes, préfecture du département, et à 11 km de Trie-sur-Baïse, bureau centralisateur du canton des Coteaux dont dépend la commune depuis 2015 pour les élections départementales.
La commune fait en outre partie du bassin de vie de Boulogne-sur-Gesse.
Les communes les plus proches sont : 
Larroque (2,2 km), Aries-Espénan (2,7 km), Peyret-Saint-André (2,8 km), Organ (2,9 km), Puntous (3,2 km), Sariac-Magnoac (3,3 km), Barthe (3,3 km), Cizos (4,1 km).
Sur le plan historique et culturel, Castelnau-Magnoac fait partie de la région gasconne de Magnoac, située sur le plateau de Lannemezan, qui reprend une partie de l’ancien Nébouzan, qui possédait plusieurs enclaves au cœur de la province de Comminges et a évolué dans ses frontières jusqu’à plus ou moins disparaitre.
Les communes limitrophes sont Chélan, Aries-Espénan, Barthe, Cizos, Larroque, Organ, Peyret-Saint-André et Sariac-Magnoac.
| Peyret-Saint-André | Chélan (Gers)     |                |
| Larroque           | Castelnau-Magnoac | Sariac-Magnoac |
| Barthe, Organ      | Cizos             | Aries-Espénan  |

### Hydrographie
La commune est dans le bassin versant de la Garonne, au sein du bassin hydrographique Adour-Garonne. Elle est drainée par la Gèze et par divers petits cours d'eau, constituant un réseau hydrographique de 10 km de longueur totale,.

### Climat
Le climat qui caractérise la commune est qualifié, en 2010, de « climat océanique altéré », selon la typologie des climats de la France qui compte alors huit grands types de climats en métropole. En 2020, la commune ressort du même type de climat dans la classification établie par Météo-France, qui ne compte désormais, en première approche, que cinq grands types de climats en métropole. Il s’agit d’une zone de transition entre le climat océanique et les climats de montagne et le climat semi-continental. Les écarts de température entre hiver et été augmentent avec l'éloignement de la mer. La pluviométrie est plus faible qu'en bord de mer, sauf aux abords des reliefs.
Les paramètres climatiques qui ont permis d’établir la typologie de 2010 comportent six variables pour les températures et huit pour les précipitations, dont les valeurs correspondent à la normale 1971-2000. Les sept principales variables caractérisant la commune sont présentées dans l'encadré ci-après.
| Paramètres climatiques communaux sur la période 1971-2000 - Moyenne annuelle de température : 12,4 °C - Nombre de jours avec une température inférieure à −5 °C : 2,6 j - Nombre de jours avec une température supérieure à 30 °C : 6,3 j - Amplitude thermique annuelle : 14,6 °C - Cumuls annuels de précipitation : 924 mm - Nombre de jours de précipitation en janvier : 9,7 j - Nombre de jours de précipitation en juillet : 6,9 j |

Avec le changement climatique, ces variables ont évolué. Une étude réalisée en 2014 par la Direction générale de l'Énergie et du Climat complétée par des études régionales prévoit en effet que la  température moyenne devrait croître et la pluviométrie moyenne baisser, avec toutefois de fortes variations régionales. La station météorologique de Météo-France installée dans la commune et mise en service en 1986 permet de connaître en continu l'évolution des indicateurs météorologiques. Le tableau détaillé pour la période 1981-2010 est présenté ci-après.
| Mois                                  | jan.          | fév.           | mars          | avril           | mai           | juin          | jui.            | août           | sep.            | oct.          | nov.            | déc.           | année      |
| ------------------------------------- | ------------- | -------------- | ------------- | --------------- | ------------- | ------------- | --------------- | -------------- | --------------- | ------------- | --------------- | -------------- | ---------- |
| Température minimale moyenne (°C)     | 0,1           | 0,8            | 3             | 5,4             | 9,3           | 12,6          | 14,4            | 14,2           | 10,8            | 7,8           | 3,5             | 1              | 6,9        |
| Température moyenne (°C)              | 5,2           | 6,2            | 8,9           | 10,9            | 14,9          | 18,3          | 20,4            | 20,5           | 17,2            | 13,6          | 8,5             | 5,9            | 12,6       |
| Température maximale moyenne (°C)     | 10,3          | 11,7           | 14,7          | 16,4            | 20,6          | 24            | 26,4            | 26,7           | 23,6            | 19,3          | 13,5            | 10,7           | 18,2       |
| Record de froid (°C) date du record   | −9,3 11.01.10 | −10,3 09.02.12 | −9,7 01.03.05 | −3,8 04.04.1996 | 0,1 06.05.19  | 2,1 01.06.06  | 7,3 15.07.16    | 4,2 29.08.1998 | 1,6 25.09.02    | −4,4 25.10.03 | −9,8 23.11.1988 | −11,8 25.12.01 | −11,8 2001 |
| Record de chaleur (°C) date du record | 22,3 01.01.22 | 25,1 27.02.19  | 28 21.03.1990 | 28,8 30.04.05   | 31,9 30.05.01 | 37,1 22.06.03 | 38,7 20.07.1989 | 39,7 13.08.03  | 36,2 16.09.1987 | 31,7 13.10.19 | 25,2 01.11.20   | 23 31.12.21    | 39,7 2003  |
| Précipitations (mm)                   | 73,3          | 59,2           | 73,8          | 105,2           | 92,9          | 70,2          | 55,3            | 50,6           | 61              | 67,5          | 83,6            | 68,7           | 861,3      |

### Milieux naturels et biodiversité

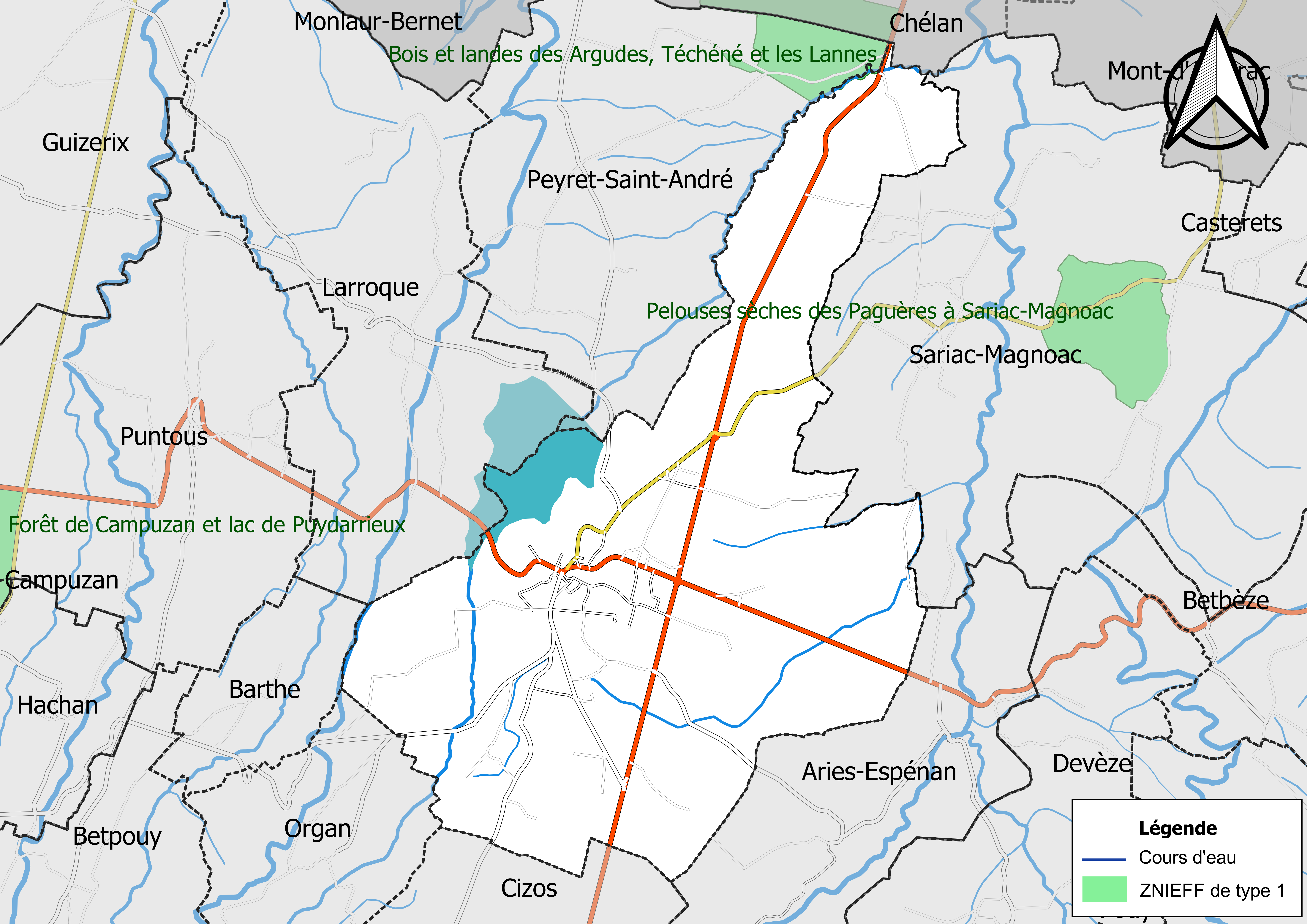
Carte de la ZNIEFF de type 1 située dans la commune.

L’inventaire des zones naturelles d'intérêt écologique, faunistique et floristique (ZNIEFF) a pour objectif de réaliser une couverture des zones les plus intéressantes sur le plan écologique, essentiellement dans la perspective d’améliorer la connaissance du patrimoine naturel national et de fournir aux différents décideurs un outil d’aide à la prise en compte de l’environnement dans l’aménagement du territoire.
Une ZNIEFF de type 1 est recensée dans la commune :
les « bois et landes des Argudes, Téchéné et les Lannes » (147 ha), couvrant 4 communes dont deux dans le Gers et deux dans les Hautes-Pyrénées.

## Urbanisme

### Typologie
Au 1er janvier 2024, Castelnau-Magnoac est catégorisée commune rurale à habitat dispersé, selon la nouvelle grille communale de densité à sept niveaux définie par l'Insee en 2022.
Elle est située hors unité urbaine et hors attraction des villes,.

### Occupation des sols
L'occupation des sols de la commune, telle qu'elle ressort de la base de données européenne d’occupation biophysique des sols Corine Land Cover (CLC), est marquée par l'importance des territoires agricoles (87,3 % en 2018), en diminution par rapport à 1990 (90,5 %). La répartition détaillée en 2018 est la suivante : 
terres arables (57,8 %), zones agricoles hétérogènes (29,3 %), forêts (5,2 %), zones urbanisées (4,7 %), eaux continentales (2,9 %), prairies (0,3 %).
L'IGN met par ailleurs à disposition un outil en ligne permettant de comparer l’évolution dans le temps de l’occupation des sols de la commune (ou de territoires à des échelles différentes). Plusieurs époques sont accessibles sous forme de cartes ou photos aériennes : la carte de Cassini (XVIIIe siècle), la carte d'état-major (1820-1866) et la période actuelle (1950 à aujourd'hui).

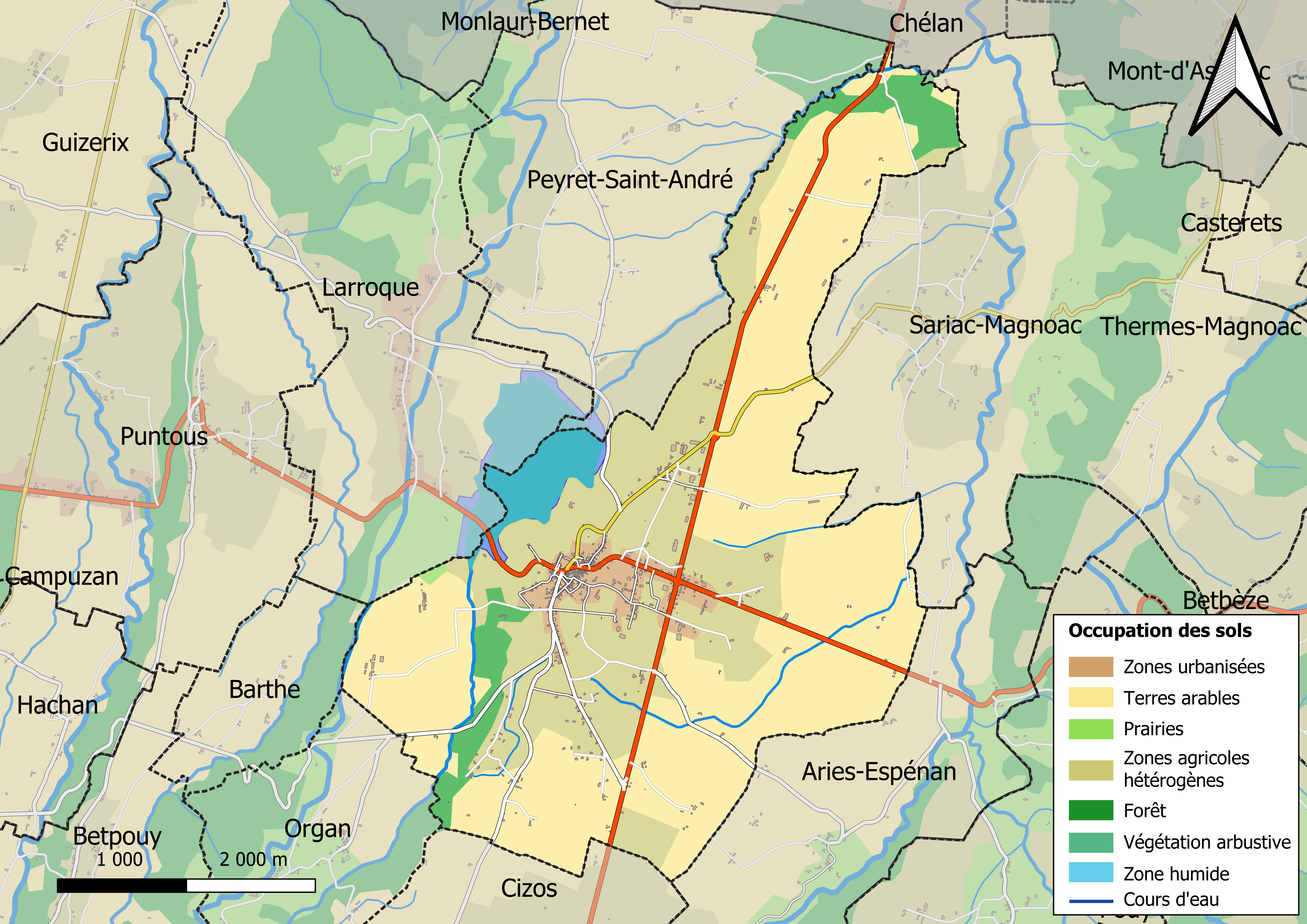
Carte des infrastructures et de l'occupation des sols en 2018 (CLC) de la commune.
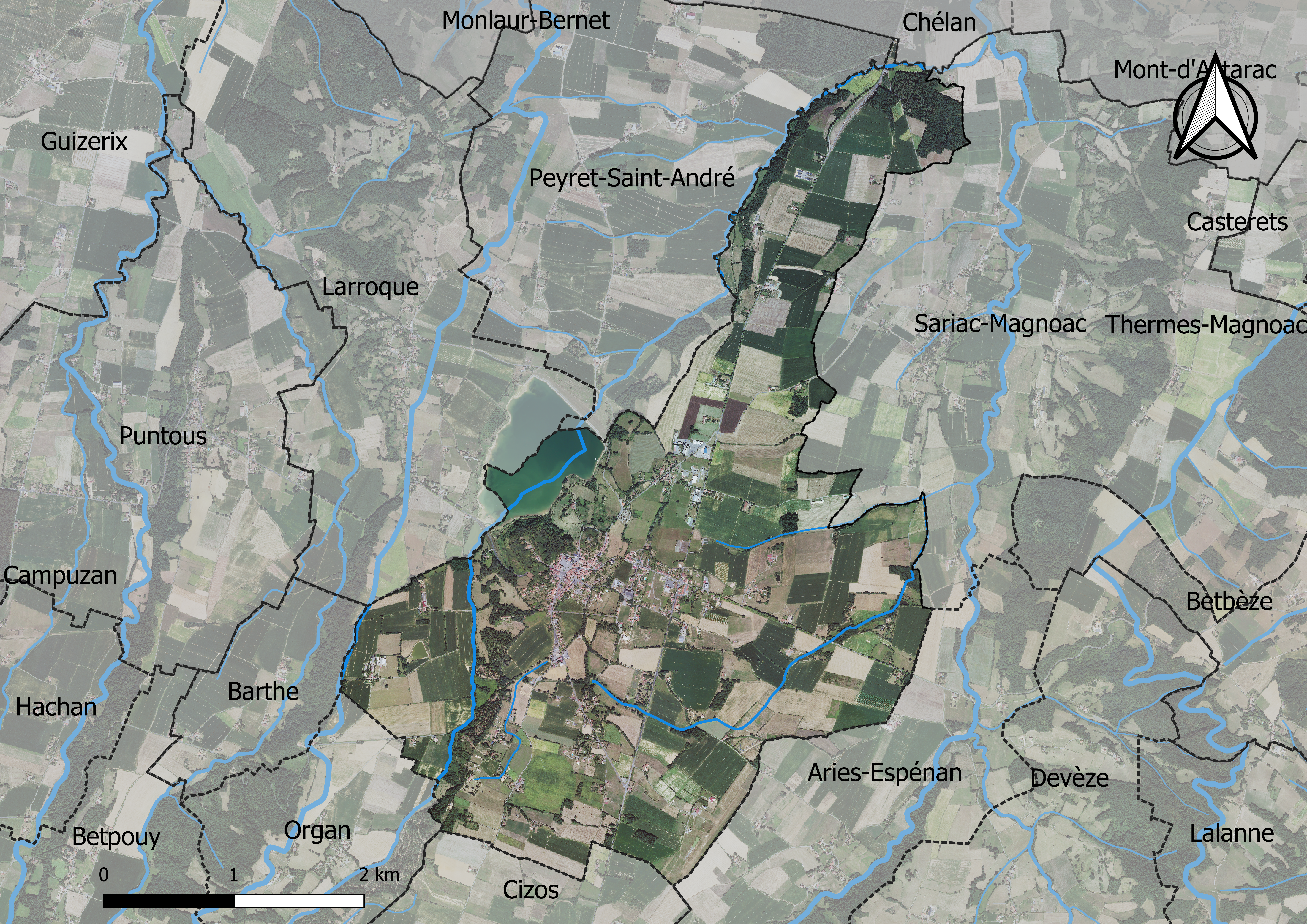
Carte orthophotogrammétrique de la commune.

### Logement
En 2012, le nombre total de logements dans la commune est de 540.

Parmi ces logements, 67,4 % sont des résidences principales, 13,0 % des résidences secondaires et 19,6 % des logements vacants.

### Voies de communication et transports
Cette commune est desservie par les routes départementales D 929 et D 632 et par les routes départementales D 9 et D 21.

### Risques majeurs

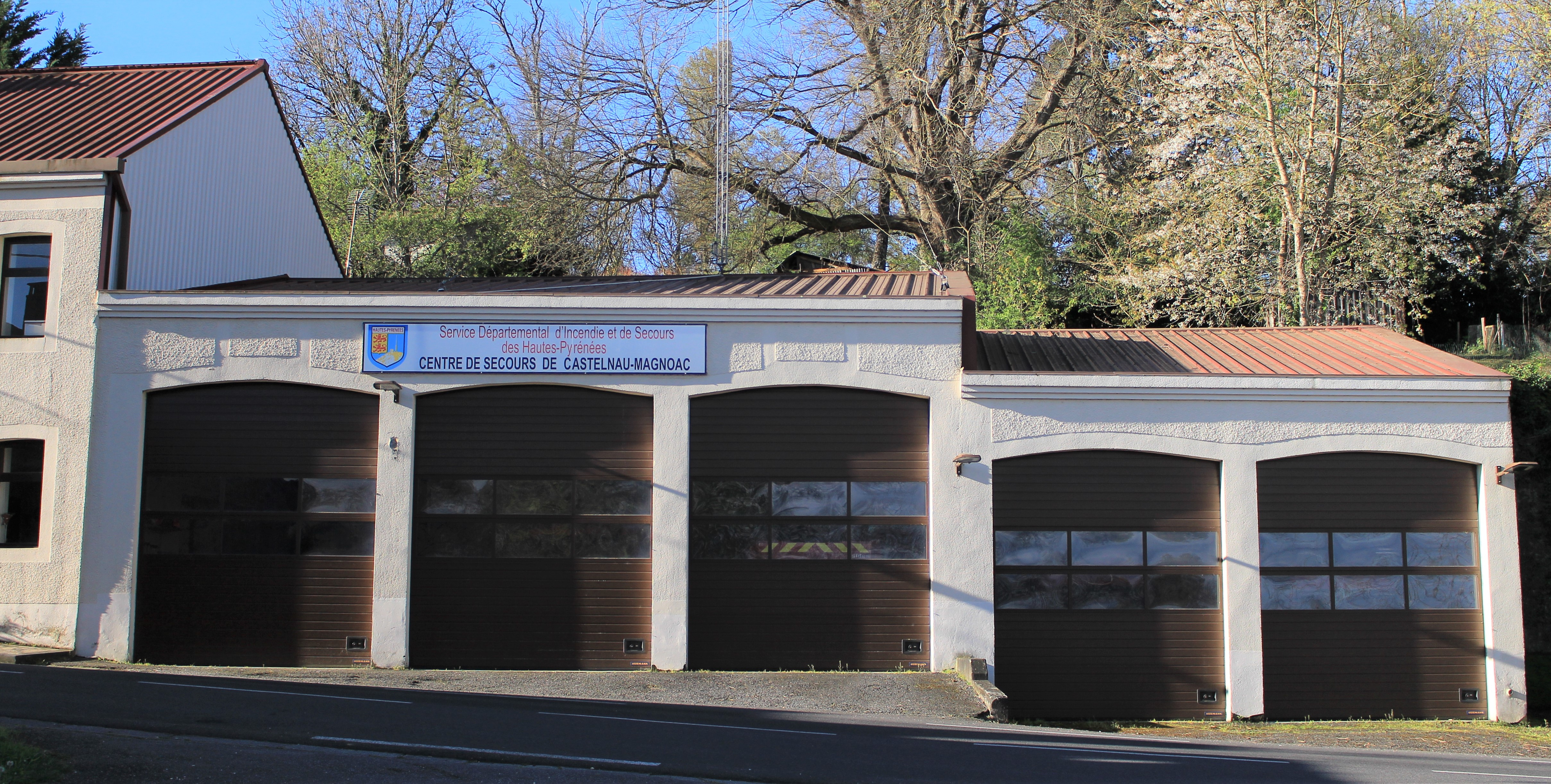
Le centre de secours.

Le territoire de la commune de Castelnau-Magnoac est vulnérable à différents aléas naturels : météorologiques (tempête, orage, neige, grand froid, canicule ou sécheresse), inondations, mouvements de terrains et séisme (sismicité modérée). Un site publié par le BRGM permet d'évaluer simplement et rapidement les risques d'un bien localisé soit par son adresse soit par le numéro de sa parcelle.
Certaines parties du territoire communal sont susceptibles d’être affectées par le risque d’inondation par débordement de cours d'eau, notamment la Gèze. La cartographie des zones inondables en ex-Midi-Pyrénées réalisée dans le cadre du XIe Contrat de plan État-région, visant à informer les citoyens et les décideurs sur le risque d’inondation, est accessible sur le site de la DREAL Occitanie. La commune a été reconnue en état de catastrophe naturelle au titre des dommages causés par les inondations et coulées de boue survenues en 1982, 1999, 2006, 2009 et 2020,.
Castelnau-Magnoac est exposée au risque de feu de forêt. Un plan départemental de protection des forêts contre les incendies a été approuvé par arrêté préfectoral le 21 avril 2020 pour la période 2020-2029. Le précédent couvrait la période 2007-2017. L’emploi du feu est régi par deux types de réglementations. D’abord le code forestier et l’arrêté préfectoral du 27 octobre 2014, qui réglementent l’emploi du feu à moins de 200 m des espaces naturels combustibles sur l’ensemble du département. Ensuite celle établie dans le cadre de la lutte contre la pollution de l’air, qui interdit le brûlage des déchets verts des particuliers. L’écobuage est quant à lui réglementé dans le cadre de commissions locales d’écobuage (CLE)

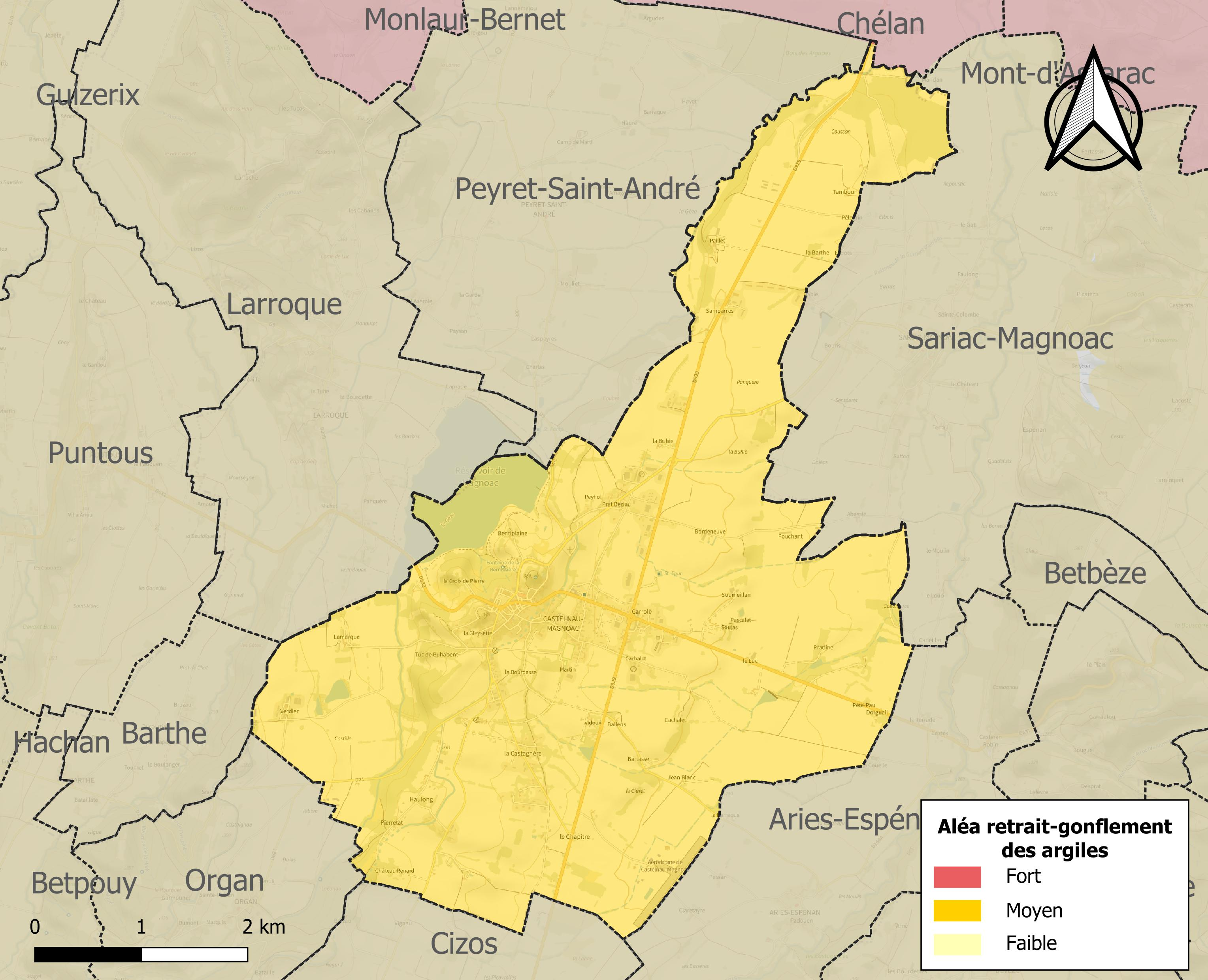
Carte des zones d'aléa retrait-gonflement des sols argileux de Castelnau-Magnoac.

Les mouvements de terrains susceptibles de se produire dans la commune sont des tassements différentiels.
Le retrait-gonflement des sols argileux est susceptible d'engendrer des dommages importants aux bâtiments en cas d’alternance de périodes de sécheresse et de pluie. La totalité de la commune est en aléa moyen ou fort (44,5 % au niveau départemental et 48,5 % au niveau national). Sur les 436 bâtiments dénombrés dans la commune en 2019, 436 sont en aléa moyen ou fort, soit 100 %, à comparer aux 75 % au niveau départemental et 54 % au niveau national. Une cartographie de l'exposition du territoire national au retrait gonflement des sols argileux est disponible sur le site du BRGM,.
Par ailleurs, afin de mieux appréhender le risque d’affaissement de terrain, l'inventaire national des cavités souterraines permet de localiser celles situées dans la commune.
Concernant les mouvements de terrains, la commune a été reconnue en état de catastrophe naturelle au titre des dommages causés par la sécheresse en 1994, 2003 et 2017 et par des mouvements de terrain en 1999.

## Toponymie

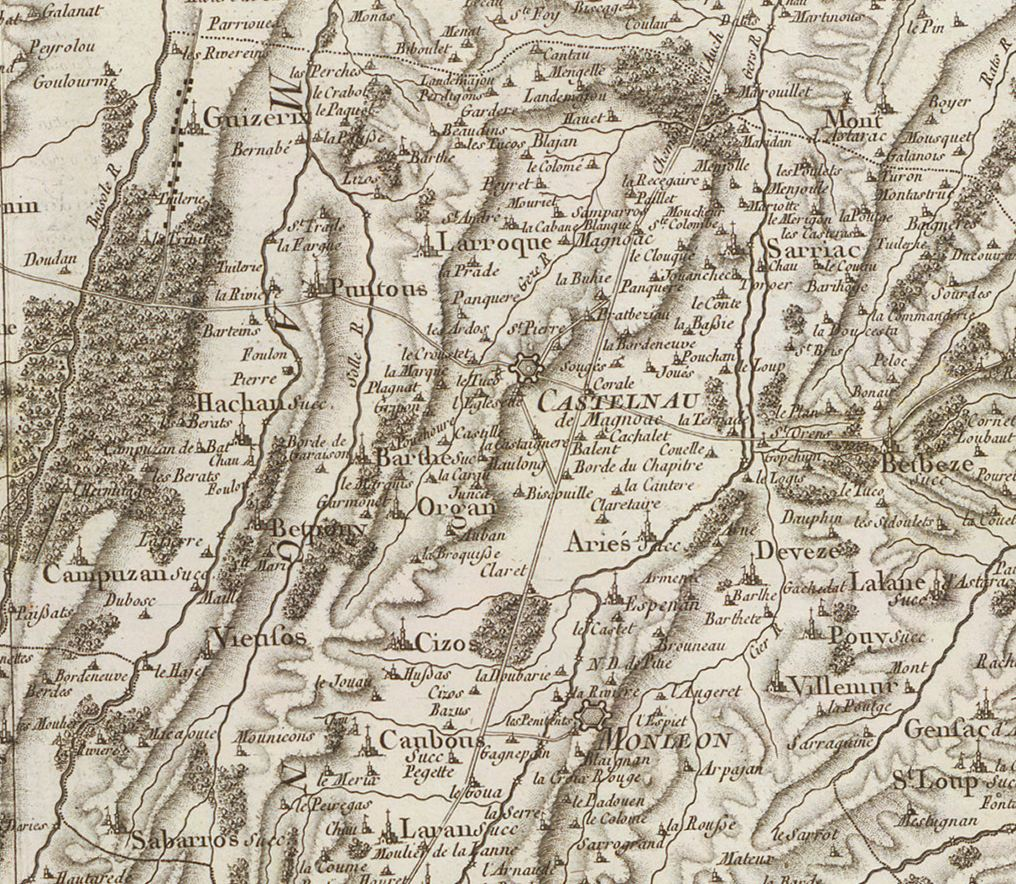
Extrait de la carte de Cassini (entre 1756 et 1789) situant Castelnau-Magnoac.

On trouvera les principales informations dans le Dictionnaire toponymique des communes des Hautes Pyrénées de Michel Grosclaude et Jean-François Le Nail qui rapporte les mentions anciennes du village :

### Attestations anciennes
- in mercatorio Castellinovi, latin (v. 1170-1180, cartulaire de Berdoues) ;
- capellanus Castrinovi, latin (1237, cartulaire Berdoues) ;
- de Castellonovo, latin (1239, ibid.) ;
- Archipresbiter Castri Novi Manhoaci, latin (1383-1384, procuration Auch ; 1405, Décime Auch ; XVe siècle, taxes Auch) ;
- Castetnau de Maignouac (1614, Guillaume Mauran) ;
- Castelnau de Magnoac (1790, Département 1).

Son nom en occitan gascon est Castèthnau de Manhoac.

### Étymologie
Castelnau est une formation toponymique caractéristique de l'époque médiévale basée sur l'ancien occitan castel nau « château neuf » (comparable aux Neufchâteau, Neucastel, Neufchâtel, Neuchâtel de langue d'oïl).
Elle s'est ajoutée au toponyme gallo-romain Magnoac, dont le premier élément Magno- représente le nom de personne roman Magnon (dérivé du latin Magnus) et le suffixe -acum, d'origine gauloise, avec chute du n intervocalique.

## Histoire

### Cadastre napoléonien de Castelnau-Magnoac
Le plan cadastral napoléonien de Castelnau-Magnoac est consultable sur le site des archives départementales des Hautes-Pyrénées.

### Tendances politiques et résultats

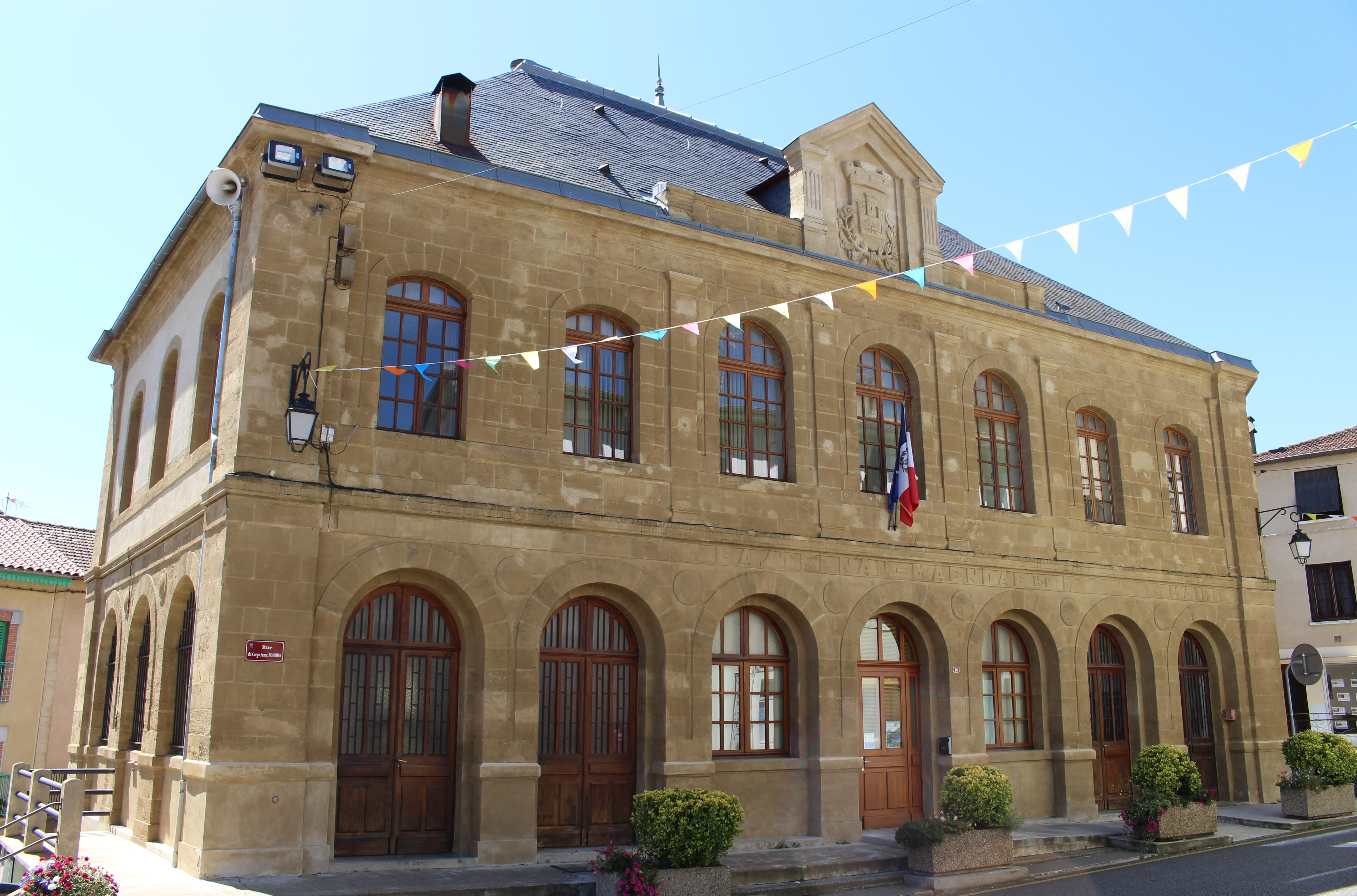
La mairie en 2015.

## Politique et administration

### Liste des maires
| Période                                  | Période                   | Identité        | Étiquette     | Qualité                                                                      |
| ---------------------------------------- | ------------------------- | --------------- | ------------- | ---------------------------------------------------------------------------- |
| Les données manquantes sont à compléter. |                           |                 |               |                                                                              |
| mars 2001                                | En cours (au 2 juin 2020) | Bernard Verdier | PRG puis LREM | Conseiller général puis départemental Président de la Communauté de communes |

### Rattachements administratifs et électoraux

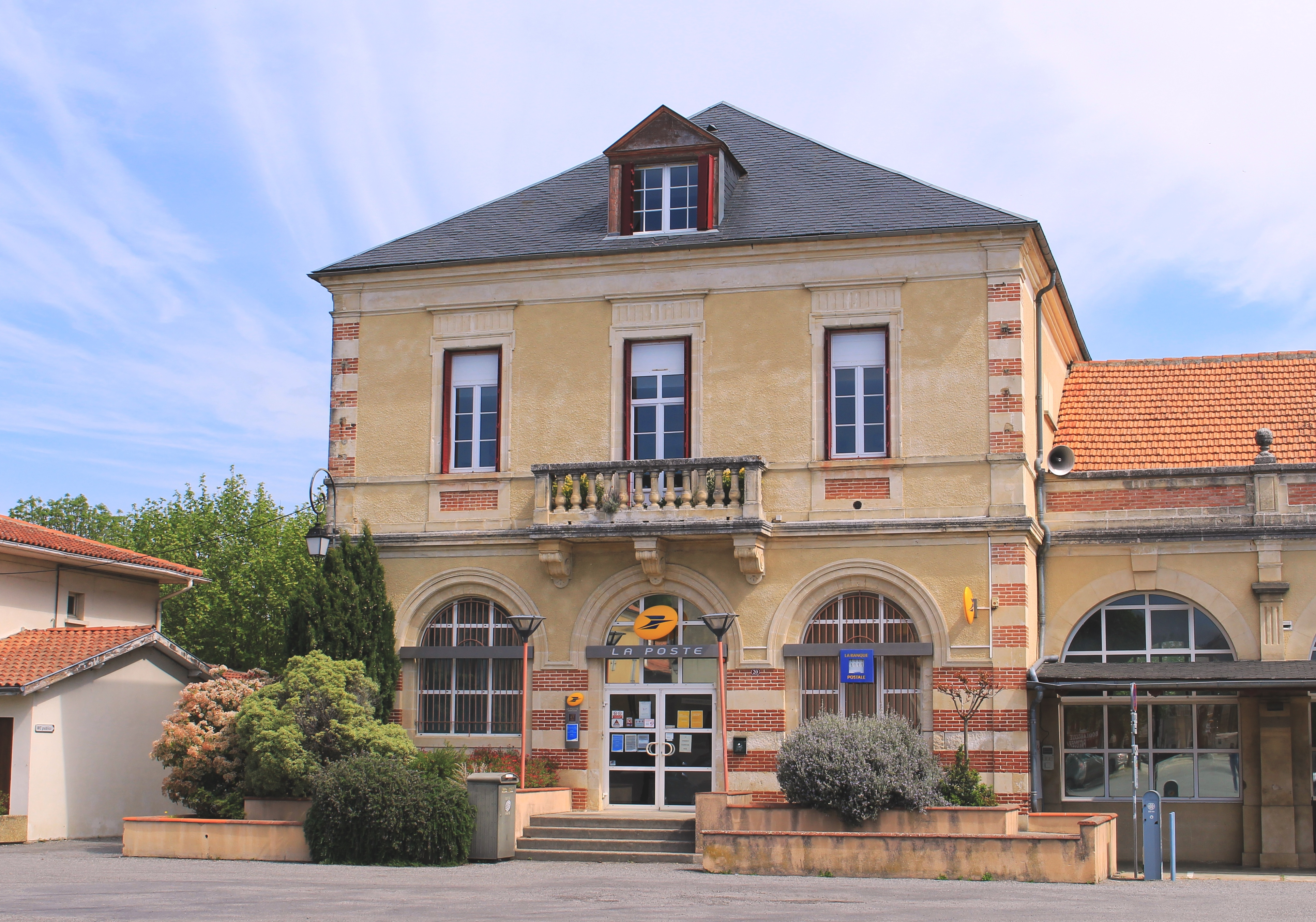
La Poste en 2021.

#### Historique administratif
Sénéchaussée d'Auch, pays des Quatre-Vallées, vallée de Magnoac, canton de  Castelnau-Magnoac (depuis 1790). Réunie à Haulon en 1805, perd en 1874 sa section de Lannemajou rattachée à Peyret-Saint-André.

#### Intercommunalité
Castelnau-Magnoac appartient à la communauté de communes du Pays de Trie et du Magnoac créée en janvier 2017 et qui réunit 50 communes.
La commune est également membre du SIVOM de Saint-Gaudens Montréjeau Aspet Magnoac.

### Services publics
La commune de Castelnau-Magnoac  dispose d'une agence postale.

### Jumelages
- Plouguiel, département des Côtes-d'Armor (France) depuis le 13 février 1999[31] (676 km à vol d'oiseau)

## Population et société

### Démographie

#### Évolution démographique
| 1793  | 1800  | 1806  | 1821  | 1831  | 1836  | 1841  | 1846  | 1851  |
| ----- | ----- | ----- | ----- | ----- | ----- | ----- | ----- | ----- |
| 1 066 | 1 070 | 1 152 | 1 215 | 1 572 | 1 610 | 1 513 | 1 573 | 1 751 |

| 1856  | 1861  | 1866  | 1872  | 1876  | 1881  | 1886  | 1891  | 1896  |
| ----- | ----- | ----- | ----- | ----- | ----- | ----- | ----- | ----- |
| 1 603 | 1 632 | 1 646 | 1 581 | 1 592 | 1 687 | 1 654 | 1 641 | 1 434 |

| 1901  | 1906  | 1911  | 1921  | 1926  | 1931  | 1936  | 1946  | 1954  |
| ----- | ----- | ----- | ----- | ----- | ----- | ----- | ----- | ----- |
| 1 410 | 1 409 | 1 356 | 1 411 | 1 261 | 1 179 | 1 122 | 1 127 | 1 029 |

| 1962  | 1968  | 1975 | 1982 | 1990 | 1999 | 2006 | 2007 | 2012 |
| ----- | ----- | ---- | ---- | ---- | ---- | ---- | ---- | ---- |
| 1 016 | 1 024 | 924  | 886  | 797  | 750  | 761  | 763  | 769  |

| 2017 | 2022 | - | - | - | - | - | - | - |
| ---- | ---- | - | - | - | - | - | - | - |
| 798  | 765  | - | - | - | - | - | - | - |

### Enseignement

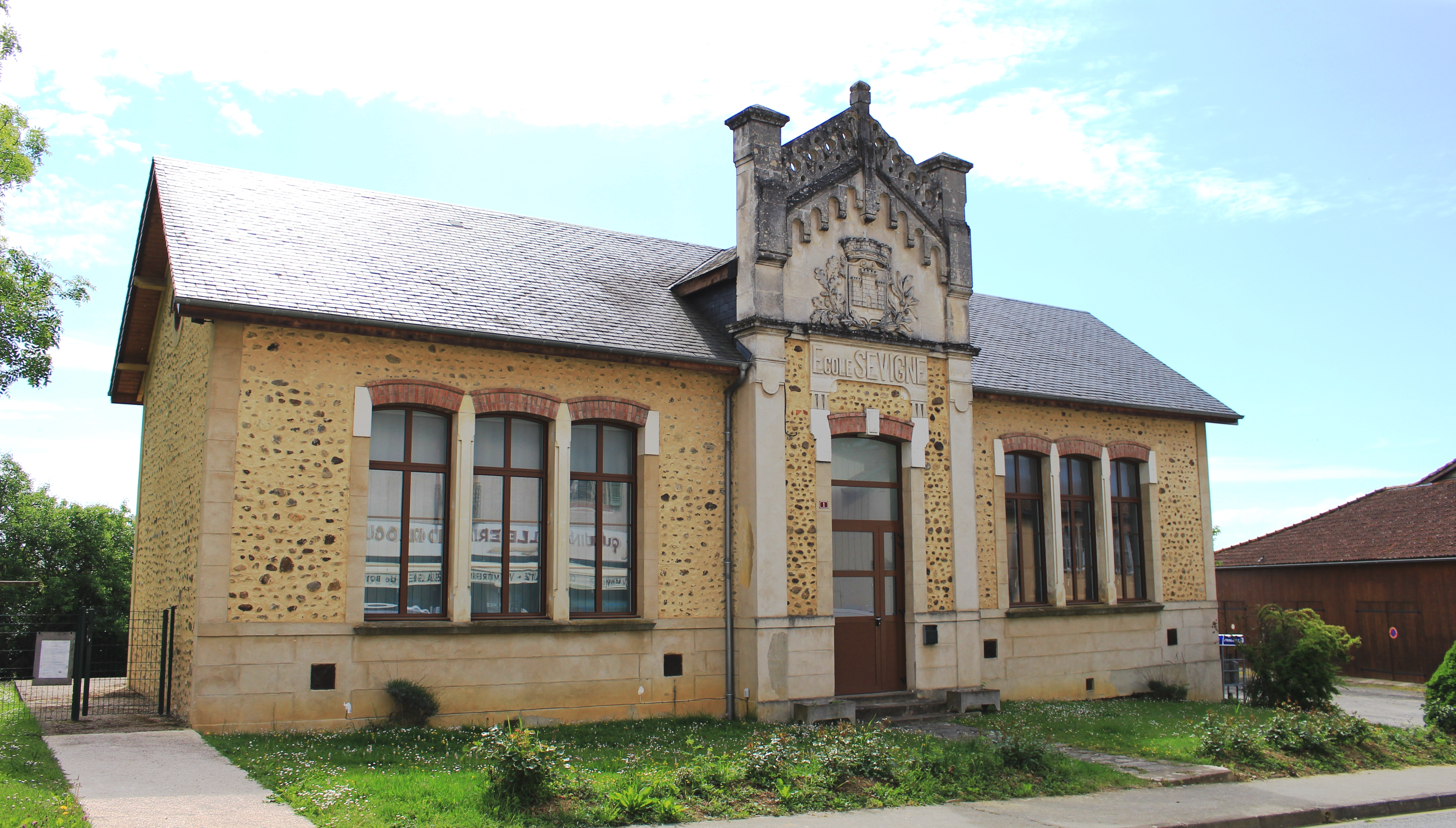
L'ancienne école en 2021.

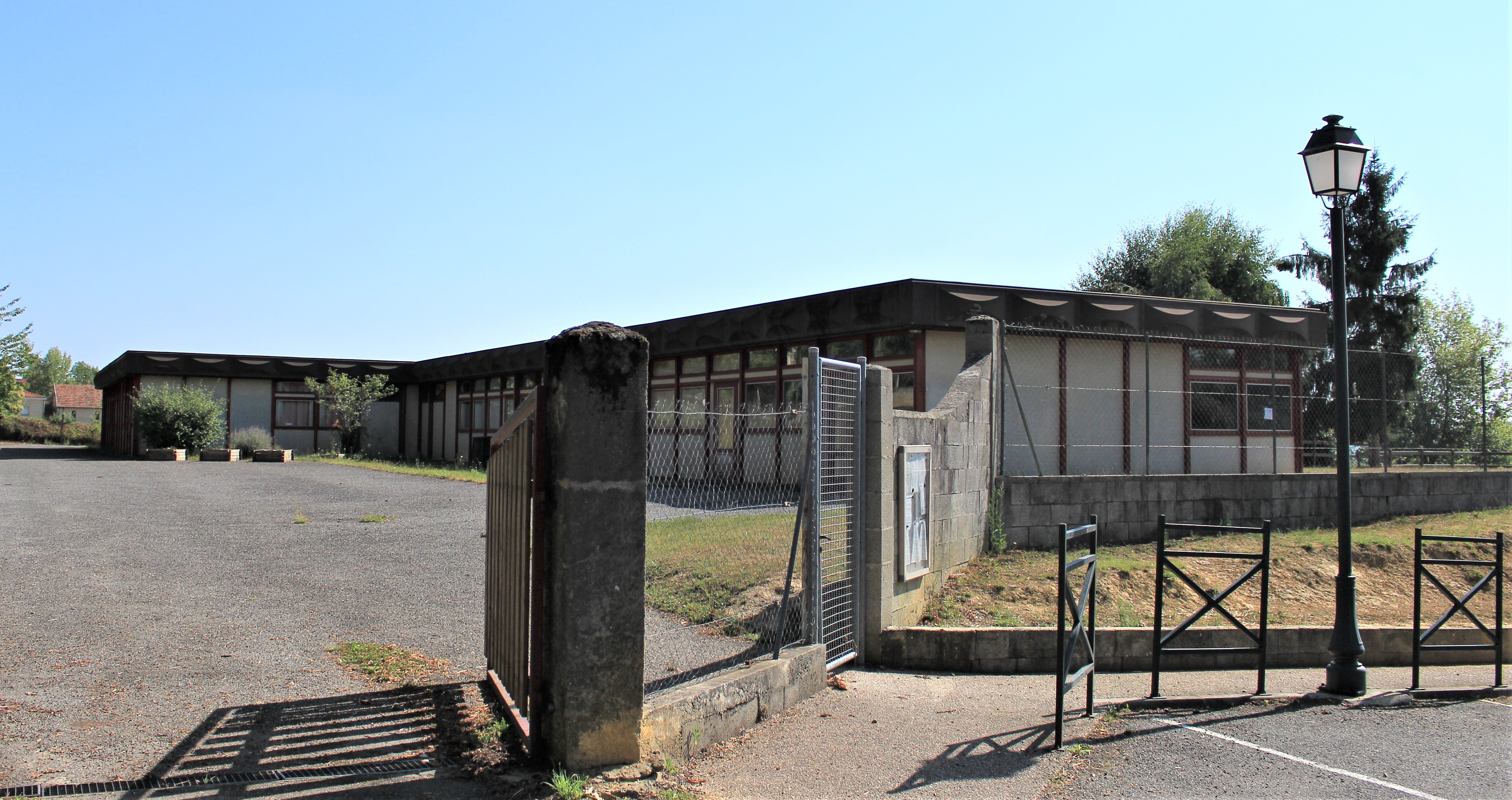
L'école élémentaire en 2022.

La commune dépend de l'académie de Toulouse. Elle dispose d’une école en 2017.
- École maternelle
- École élémentaire : Les Parets

### Sports

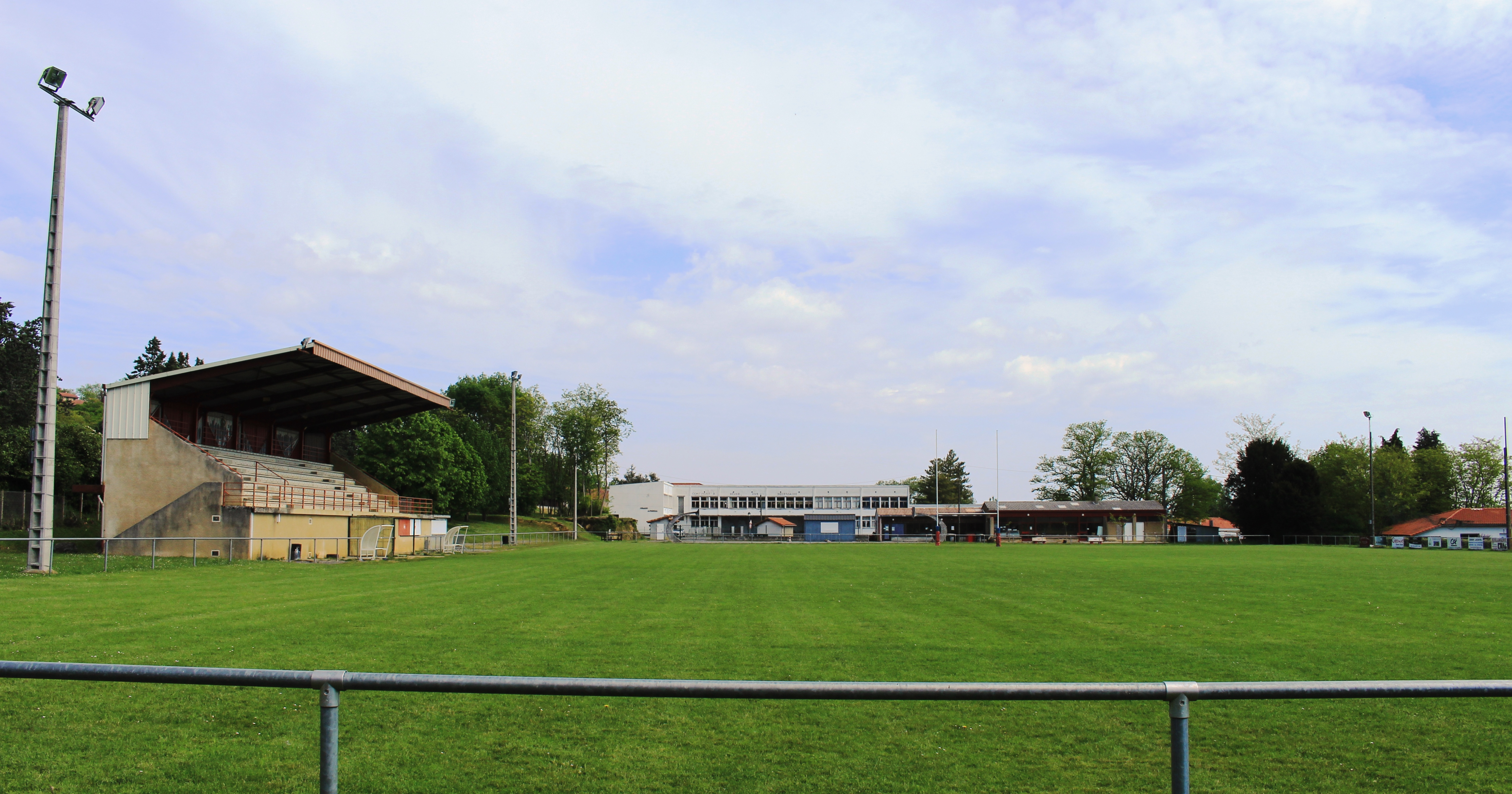
Le stade de rugby Jean-Morère en 2021.

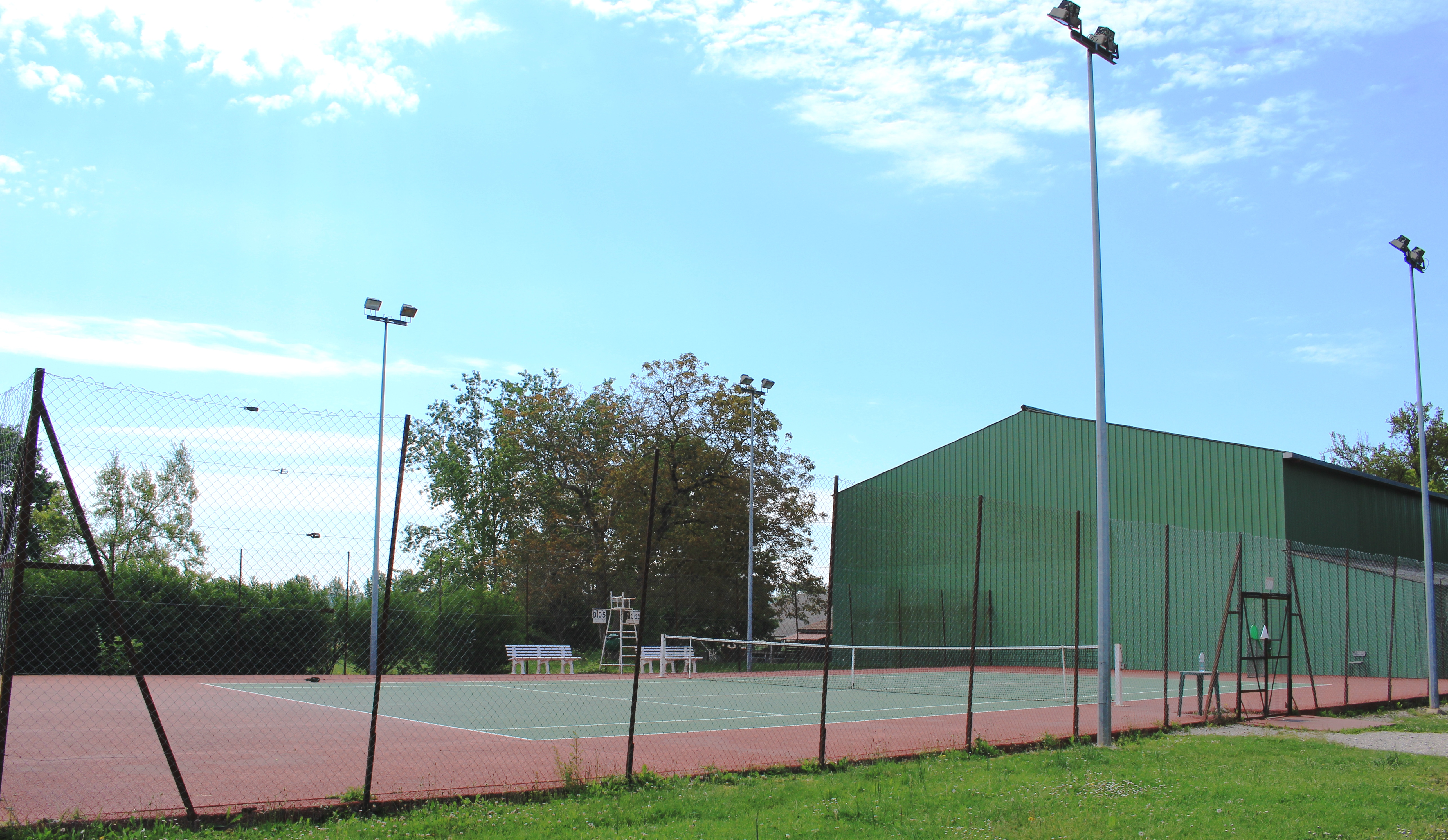
Court de tennis en 2021.

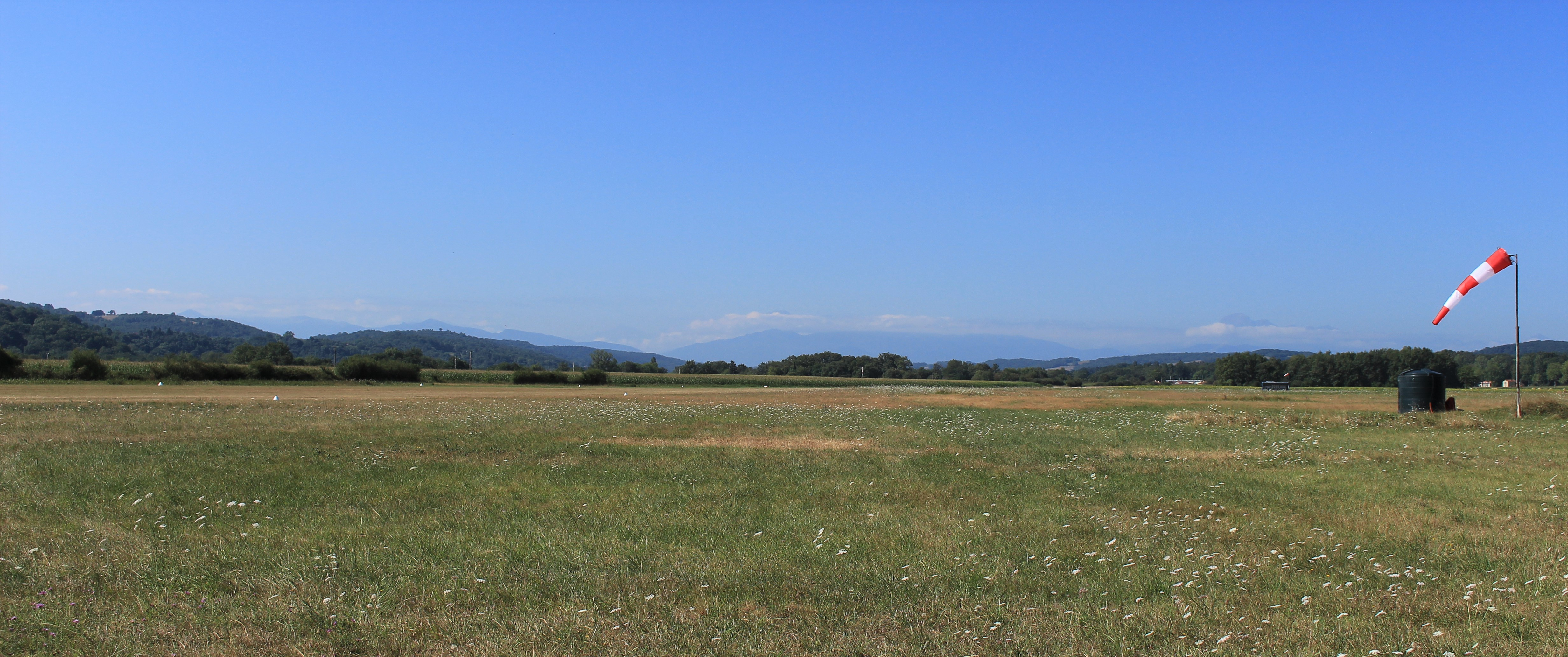
L'aérodrome en 2022.

- Castelnau-Magnoac possède un club de rugby; le Magnoac FC. École de rugby et féminines

En 1995, Magnoac Football Club a été champion de France Honneur de rugby à XV en battant l'US Nissan 9 à 6.
Antoine Dupont, joueur de rugby à XV professionnel au poste de demi de mêlée, a fait ses débuts dans ce club en y jouant à partir de ses 4 ans jusqu'à ses 15 ans ; il est ensuite parti au FC Auch puis passé professionnel à Castres et au Stade toulousain où il a été champion d'Europe et de France. Il est élu meilleur joueur du monde en 2021.
Le MTC (Magnoac Tennis Club) dispose de 2 équipes Seniors Hommes et d'une équipe Senior Femmes. L'équipe 1 des hommes évolue en Promotion 1 régionale et l'équipe 2 née en 2011 est au plus bas niveau, en Promotion 6 régionale. L'équipe Dames, quant à elle, évolue en P2. La présidence est assurée par Mme Cathy Fortassin. L'école de tennis compte une cinquantaine d'enfants qui participent à des compétitions départementales et régionales. L'équipe des 9/10 ans garçons a été sacrée championne départementale de division 2 en 2011. Le complexe du tennis est composé d'un club-house, d'un court couvert et d'un court plein air. Les deux surfaces sont identiques (Quick).

## Économie

### Revenus
En 2018, la commune compte 355 ménages fiscaux, regroupant 666 personnes. La médiane du revenu disponible par unité de consommation est de 19 160 € (20 420 € dans le département).

### Emploi
|                | 2008  | 2013  | 2018   |
| -------------- | ----- | ----- | ------ |
| Commune        | 5,1 % | 9 %   | 12,8 % |
| Département    | 7,7 % | 9,4 % | 9,8 %  |
| France entière | 8,3 % | 10 %  | 10 %   |

En 2018, la population âgée de 15 à 64 ans s'élève à 396 personnes, parmi lesquelles on compte 68,6 % d'actifs (55,8 % ayant un emploi et 12,8 % de chômeurs) et 31,4 % d'inactifs,. En  2018, le taux de chômage communal (au sens du recensement) des 15-64 ans est supérieur à celui du département et de la France, alors qu'en 2008 la situation était inverse.
La commune est hors attraction des villes,. Elle compte 417 emplois en 2018, contre 441 en 2013 et 391 en 2008. Le nombre d'actifs ayant un emploi résidant dans la commune est de 234, soit un indicateur de concentration d'emploi de 178 % et un taux d'activité parmi les 15 ans ou plus de 40,8 %.
Sur ces 234 actifs de 15 ans ou plus ayant un emploi, 127 travaillent dans la commune, soit 54 % des habitants. Pour se rendre au travail, 72,2 % des habitants utilisent un véhicule personnel ou de fonction à quatre roues, 0,9 % les transports en commun, 14,1 % s'y rendent en deux-roues, à vélo ou à pied et 12,8 % n'ont pas besoin de transport (travail au domicile).

## Culture locale et patrimoine

### Lieux et monuments

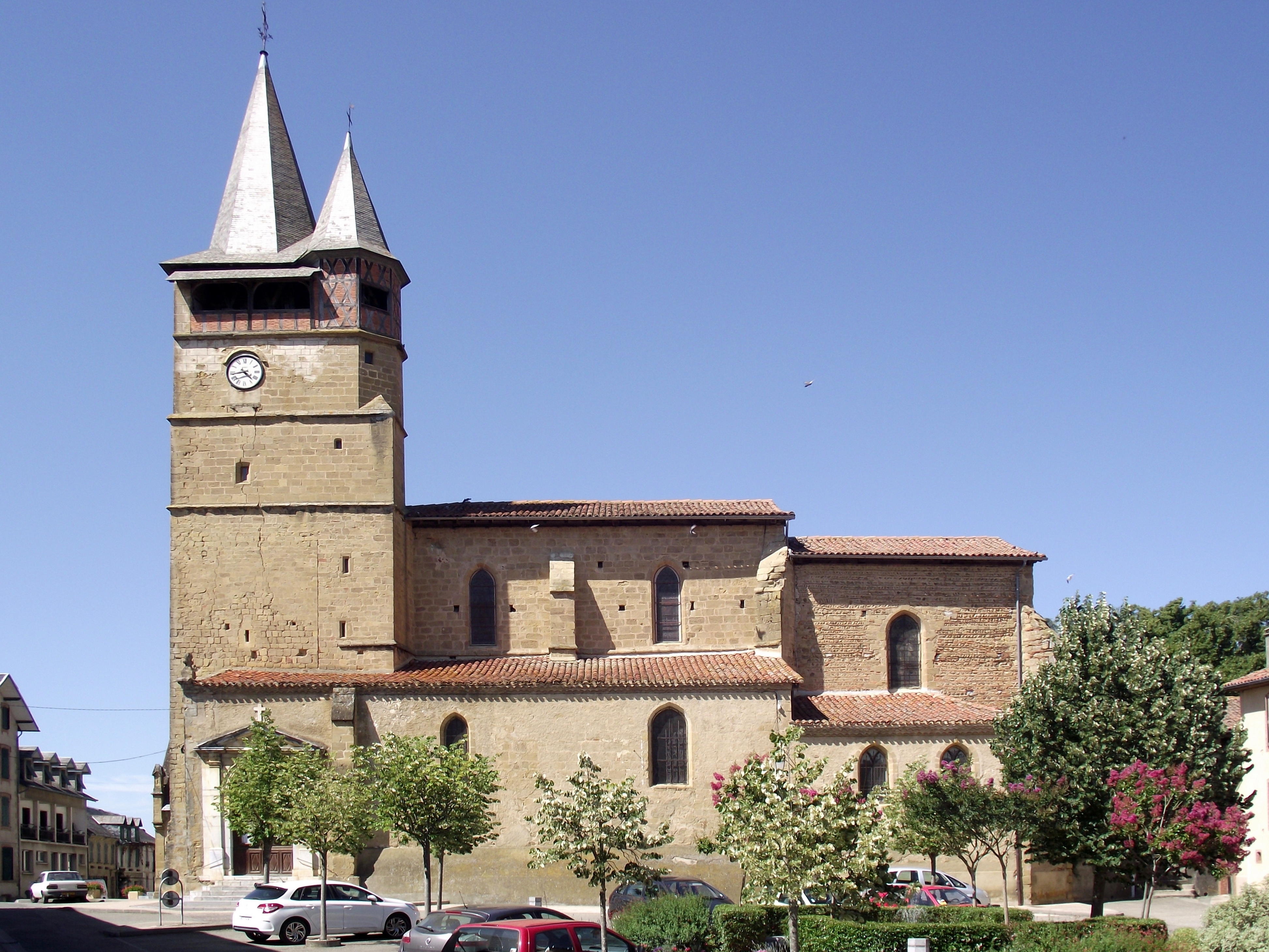
Collégiale de l'Assomption.

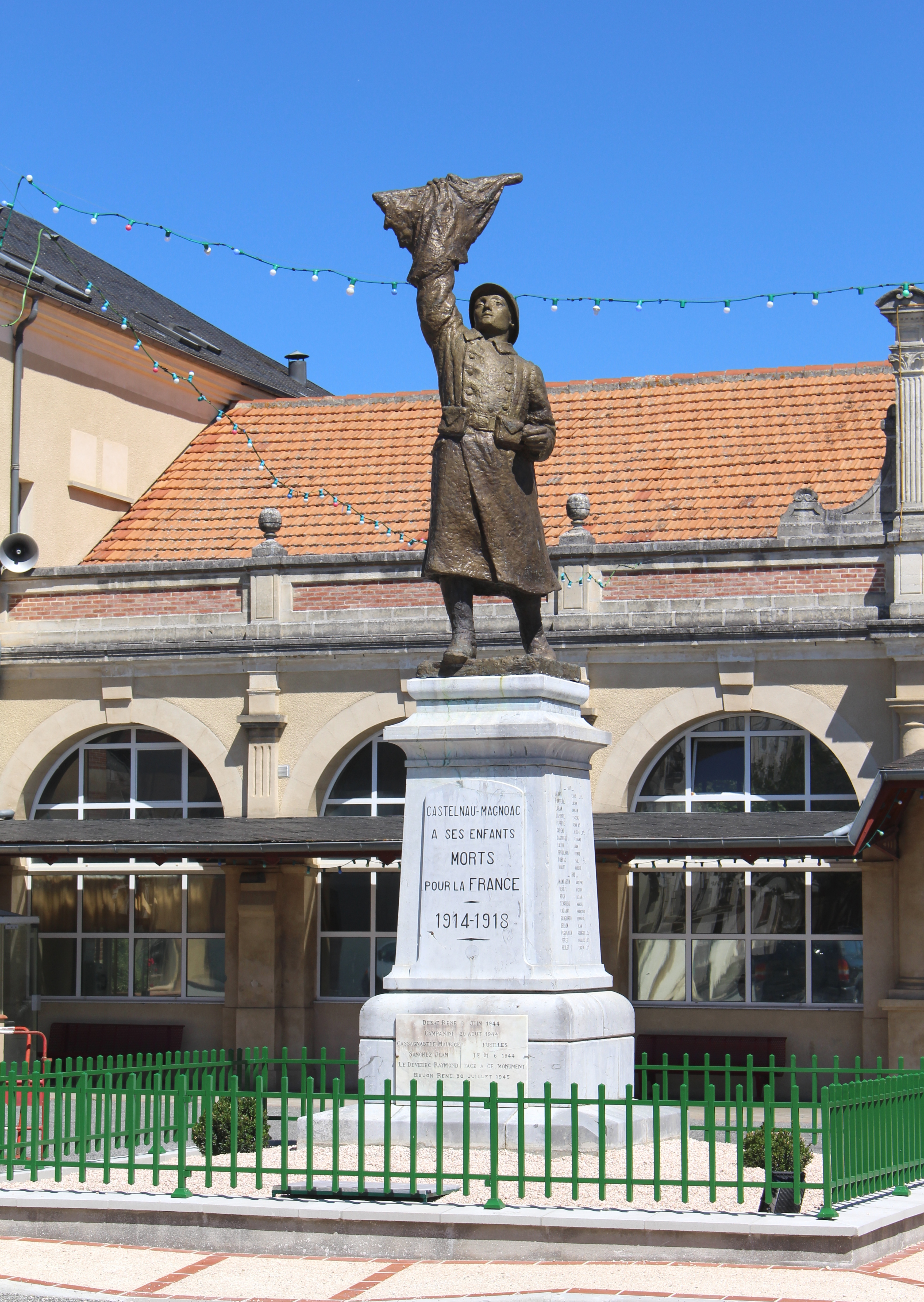
Le monument aux morts municipal, œuvre de Martial Caumont.

- Mémorial du Corps franc Pommiès et du 49e régiment d'infanterie ;
- Musée du Corps franc Pommiès ;
- Collégiale de l'Assomption et musée d'art religieux ;
- Place de l'Estelette.
- Lac de Castelnau-Magnoac.

### Personnalités liées à la commune
- Jean-Joseph Melchior Dabadie de Bernet.
- Jean Melchior Dabadie de Bernet.
- Jean-Pierre Mailho (1757-?), homme politique né à Castelnau, député des Hautes-Pyrénées de 1791 à 1792.
- Maxime Dastugue (1851-1909) : peintre de genre, portraitiste, orientaliste, originaire de Castelnau-Magnoac. Cet élève du peintre d'histoire Jean-Léon Gérome expose au Salon dès 1876. Au cours des années 1877-1886, il reçoit commande de plusieurs copies de tableaux religieux destinées à être déposées dans des églises et exécute également des œuvres pour le Musée de Versailles. Il effectue un voyage en Orient, en particulier en Égypte en 1889. Il en ramène de nombreuses scènes.
- Antoine Dupont, joueur professionnel de rugby au Stade toulousain, demi de mêlée et capitaine du XV de France, élu meilleur joueur du Tournoi des Six Nations 2020, 2022 et 2023, meilleur joueur européen 2020/2021 et meilleur joueur du monde en 2021.
- Jacques-Bernard Dupont, né en 1922 dans ce village, inspecteur des finances, ancien directeur général de l'ORTF.
- famille de La Marque-Marca, ancienne famille noble de Bigorre, installée depuis le XIVe siècle à Castelnau-Magnoac, au château de La Marque et au château voisin de Manent (Gers). Famille éteinte dans les mâles au début du XXe siècle.
- Louis Lartet (1840 - 1899), un des plus célèbres préhistoriens français, né à Castelnau-Magnoac le 18 décembre 1840. Il a notamment découvert le squelette de l'homme de Cro-Magnon.
- Arnaud d'Ossat (1537-1604), berger dans la région de Castelnau-Magnoac (65), remarqué par un gentilhomme local du nom de Thomas de La Marque pour son intelligence, il devint le précepteur des deux enfants de ce dernier au château de La Marque, puis les accompagna à Paris où il put compléter ses études et commencer une formidable ascension. Cardinal et homme politique, il débuta comme secrétaire de Paul de Foix, évêque de Toulouse. Il fut à partir de 1584 ambassadeur à Rome et obtint du Saint-Siège l'absolution d'Henri IV, puis l'approbation de l'édit de Nantes et l'annulation du mariage du roi avec Marguerite de France. Évêque de Rennes, puis de Bayeux, il avait été récompensé de ses succès diplomatiques par le chapeau de cardinal. Ses lettres sont un classique de la diplomatie.
- Pierre Saint-Paul, est un peintre, plutôt abstrait, né le 17 juillet 1926 dans ce village.

### Héraldique
| Blason | Blasonnement : D'azur au château de deux tours donjonné d'argent, maçonné de sable, ouvert et ajouré du champ sur un monticule de sinople ; au comble émanché de six pièces et deux demies d'or sur sept de gueules, soutenu d'un filet d'argent. |

Sélection de vues diverses
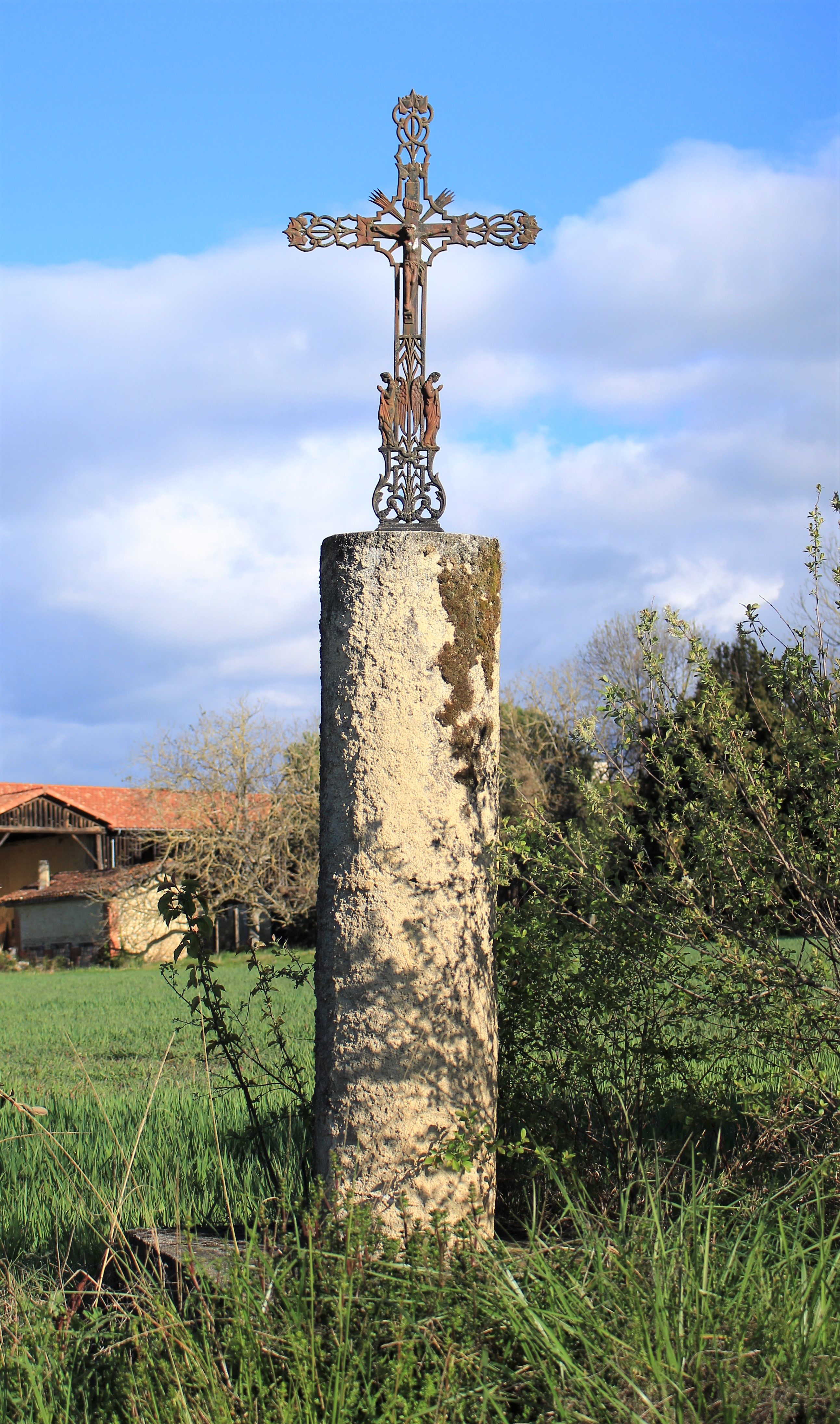
Une croix.
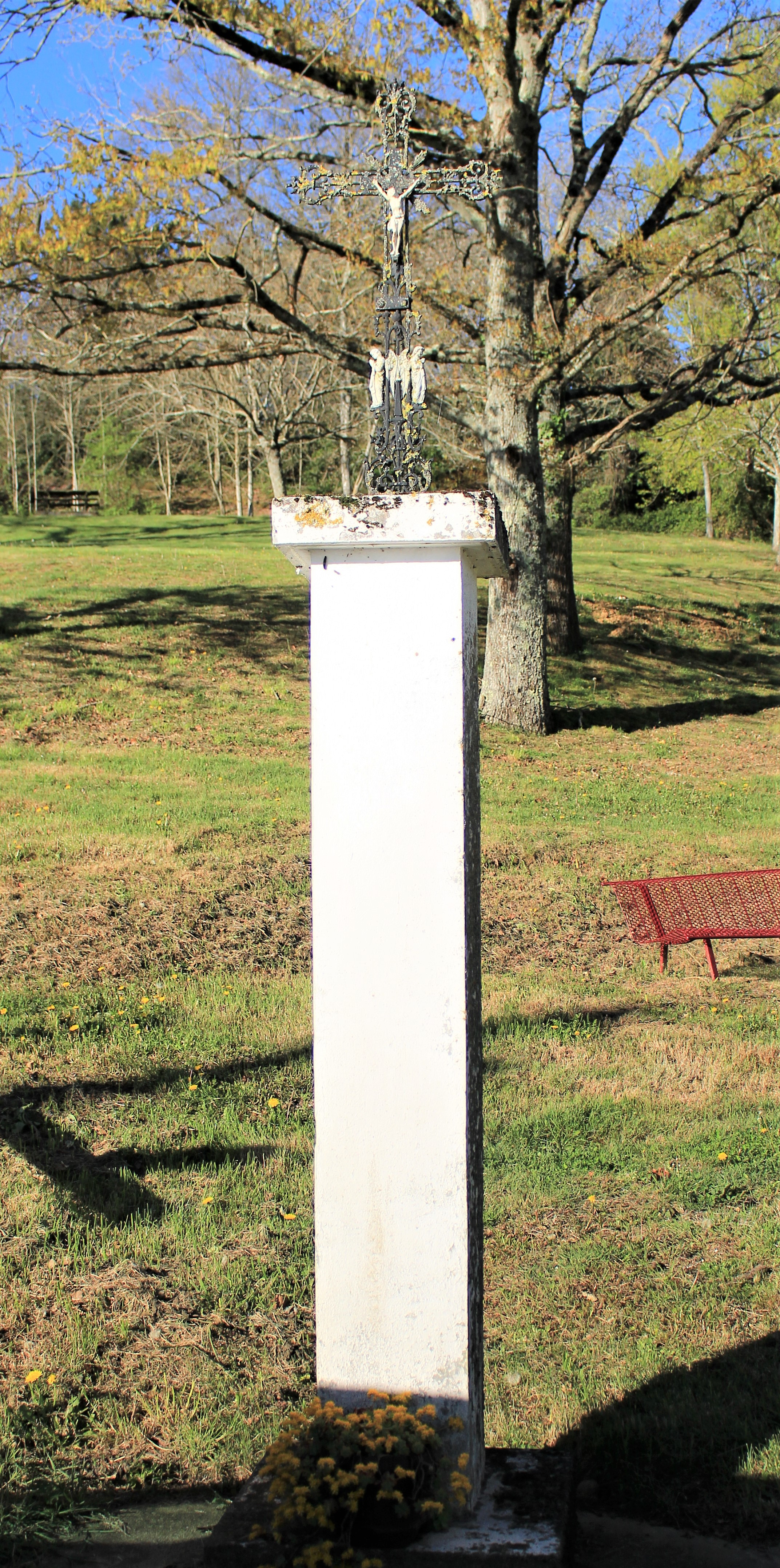
Une croix.